# Glenea subochracea
Glenea subochracea là một loài bọ cánh cứng trong họ Cerambycidae.